# Chelipodozus araucariana
Chelipodozus araucariana är en tvåvingeart som beskrevs av Adrian R.Plant 2008. Chelipodozus araucariana ingår i släktet Chelipodozus och familjen dansflugor. Inga underarter finns listade i Catalogue of Life.